# Sociedades secretas colegiadas
Las sociedades secretas colegiadas son organizaciones repartidas por el mundo, algunas de ellas de fama internacional. Para llegar a ser miembro hay que superar un rito de iniciación y una vez aceptado se promete mantener todo lo relativo a sus miembros y a sus actividades bajo secreto. Algunas de estas organizaciones, especialmente en los Estados Unidos, han contado (y cuentan) con personas influyentes en distintos ámbitos de la sociedad.

## Sociedades en colegios y universidades de América del Norte

### Universidad Cornell
La Universidad Cornell alberga una rica historia de las sociedades secretas en el campus. Andrew Dickson White, el primer Presidente de la Universidad Cornell y él mismo miembro de Skull and Bones , se dice que alentó la formación de un sistema de sociedadades secretas en el campus. donde hay más de dos docenas de diferentes sociedades secretas. Sin embargo, la liberalización de la década de 1960 significó el final de la mayoría de estas sociedades, ya que los estudiantes se rebelaron contra su creación puesto que involucraba la permanencia de poderes oligárquicos. La mayoría de las sociedades desparecieron o se inactivaron en un muy corto período de tiempo. Hoy sólo dos organizaciones operan en el campus, Sphinx Head (1890) y Quill and Dagger (1893). Cada sociedad tiene por objeto honrar al 1% superior de la promoción de cada año en razón a servicio a la comunidad, liderazgo y servicio a la Universidad Cornell. La membresía es mutuamente excluyente entre las dos organizaciones.

### Universidad de Darmouth
La oficina de vida residencial de la Universidad de Dartmouth afirma que las primeras sociedades secretas del campus fueron creadas en 1783 y "siguen siendo una tradición vibrante dentro de la comunidad del campus." Seis de las ocho sociedades mantienen en secreto sus miembros, mientras que las otras sociedades mantienen algunos elementos como secretos. Según la universidad, "aproximadamente el 25% de los miembros superiores de la clase están afiliadas a una sociedad senior." La administración del sistema de sociedades secretas de la universidad en Dartmouth se centra en el manejo y aprovechamiento de las listas de miembros, y que difiere de la de Yale, aunque hay paralelismos históricos entre los dos sistemas de sociedades del Colegio.

### Universidad de Harvard
Cambridge no califica a sus sociedades como "sociedades secretas" sólo porque en el contexto de Harvard, esta denominación no es necesaria para transmitir las características idénticas a los colegiados de  "sociedades secretas" en otros lugares. Entre estos los principales son el secretismo acerca de sus respectivas selección y procedimientos de elección, que siempre ha suscitado el debate sobre el elitismo, opacidad total en lo que respecta a su puesta en marcha y el cumplimiento de los rituales, el no conocimiento público de las listas de miembros de pleno derecho, y el mantenimiento de sus edificios en custodia por las organizaciones de exalumnos.  La variación es notable en su tamaño, aproximadamente sesenta estudiantes por club (las sociedades Yale son de 15-16 personas de la tercera clase).  Además, varias permiten a no miembros dentro de sus edificios en compañía de miembros en momentos determinados de la semana (o deja sólo a los huéspedes del sexo opuesto, pero no del mismo sexo de los miembros). Sin embargo, las sociedades Porcellian y Delphic nunca permiten que los estudiantes no miembros ingresen a sus edificios, y a los no miembros de la facultad de Harvard sólo en muy raros casos. "Punch Season" y  "Final Dinner" es análoga a "Tap" de Yale   "Temporada Punch" y la "Cena Final"  "Toque", de Yale.  Clubes Finales de Harvard incluyen:

#### Masculinas
- A.D. Club, (1836) sucesor de la fraternidad Alpha Delta Phi
- Fly Club, (1838) sucesor secundario de la fraternidad Alpha Phi Delta
- The Phoenix - S K Club (1897)
- Porcellian (1791 , la más famosa y, a menudo, hermanada con Skull and Bones de Yale .

#### Otros
- The Signet Society, un club literario de Harvard en lugar del Club Final, también es considerado en la escuela y por los miembros como una sociedad "semi-secreta " .
- Golden Star Society, es una sociedad fundada en 1902 en Londres y cuyos miembros han sido notables catedráticos, políticos y escritores. Sede actual Barcelona, Presidente sr. D. Mark Schindler.